# Gouvernement de l'Ontario
Le gouvernement de l'Ontario (en anglais : Government of Ontario) ou plus officiellement le Gouvernement de Sa Majesté pour l'Ontario est l'organisme détenant le pouvoir exécutif de la province canadienne de l'Ontario.
La province de l'Ontario est une monarchie constitutionnelle, appelée la Couronne et représentée par le lieutenant-gouverneur assumant l'ensemble des pouvoirs de l'État, soit le pouvoir exécutif, en tant que Couronne en conseil, le pouvoir législatif, en tant que Couronne en parlement et le pouvoir judiciaire, en tant que Cour du banc du Roi (ou de la Couronne).
Les fonctions du gouvernement sont exercées au nom de trois institutions : le Conseil exécutif dirigé par le Premier ministre, l'Assemblée législative, et le pouvoir judiciaire, respectivement. Ses pouvoirs et sa structure sont en partie énoncés dans la Loi constitutionnelle de 1867.
L'appellation « gouvernement de l'Ontario » désigne spécifiquement les ministres exécutifs et politiques de la Couronne (le Cabinet, le Conseil exécutif), nommés sur l' avis du premier ministre, et la fonction publique non partisane de l'Ontario (que dirige le Conseil exécutif), qui forme le personnel des ministères et organismes pour mettre en œuvre les politiques, les programmes et les services du gouvernement.
Le gouvernement se présente comme le « gouvernement de l'Ontario », ou plus formellement, le « gouvernement de l'Ontario de Sa Majesté » (en anglais : His Majesty's Government of Ontario).
En raison de l'emplacement de l'édifice de l'Assemblée législative de l'Ontario sur le terrain de Queen's Park, le gouvernement de l'Ontario est souvent désigné par métonymie « Queen's Park ».

## La Couronne
Le roi Charles III, en tant que monarque du Canada est aussi roi de l'Ontario. Comme royaume du Commonwealth, le monarque canadien est partagé avec 14 autres pays indépendants au sein du Commonwealth des Nations. Au Canada, le monarque exerce le pouvoir individuellement au nom du gouvernement fédéral et des 10 provinces.
|                                                   |
| Charles III est le roi du Canada, le chef d'État. |

|                                                                                         |
| Elizabeth Dowdeswell est lieutenante-gouverneure, représentante du monarque en Ontario. |

### Lieutenant-gouverneur
Les pouvoirs de la Couronne sont dévolus au monarque et sont exercés par le lieutenant-gouverneur nommé sur avis du premier ministre et du Conseil exécutif, qui est généralement contraignant. La Loi constitutionnelle de 1867 exige que le pouvoir exécutif soit exercé uniquement « par et avec l'avis du Conseil exécutif ».

#### Pouvoirs et fonction
Le lieutenant-gouverneur est nommé par le gouverneur général, sur avis du premier ministre du Canada. Ainsi, c'est généralement le lieutenant-gouverneur que le premier ministre et les ministres conseillent, qui exerce une grande partie de la prérogative royale et accorde la sanction royale.
Alors que l'avis du premier ministre et du Conseil exécutif lie généralement le lieutenant-gouverneur, il arrive que le lieutenant-gouverneur refuse l'avis. Cela se produit généralement si le premier ministre n'obtient pas clairement la confiance de l'Assemblée législative élue.
Au niveau fédéral, un cas notable s'est produit en 1926, connu sous le nom d'affaire King-Byng, lorsque le gouverneur général Lord Byng de Vimy a refusé la demande du premier ministre Mackenzie King de dissoudre le Parlement fédéral pour déclencher des élections générales. Plus récemment en 2017, au niveau provincial, à la suite des élections provinciales en Colombie-Britannique, la première ministre Christy Clark a rencontré la lieutenante-gouverneure Judith Guichon et a conseillé la dissolution de l'Assemblée législative. Guichon a décliné la demande de Clark. Clark a alors présenté sa démission en tant que premier ministre, et le chef de l'opposition officielle, John Horgan, qui était en mesure de gagner la confiance de l'Assemblée législative élue, fut invité à former le gouvernement.

## Pouvoir exécutif

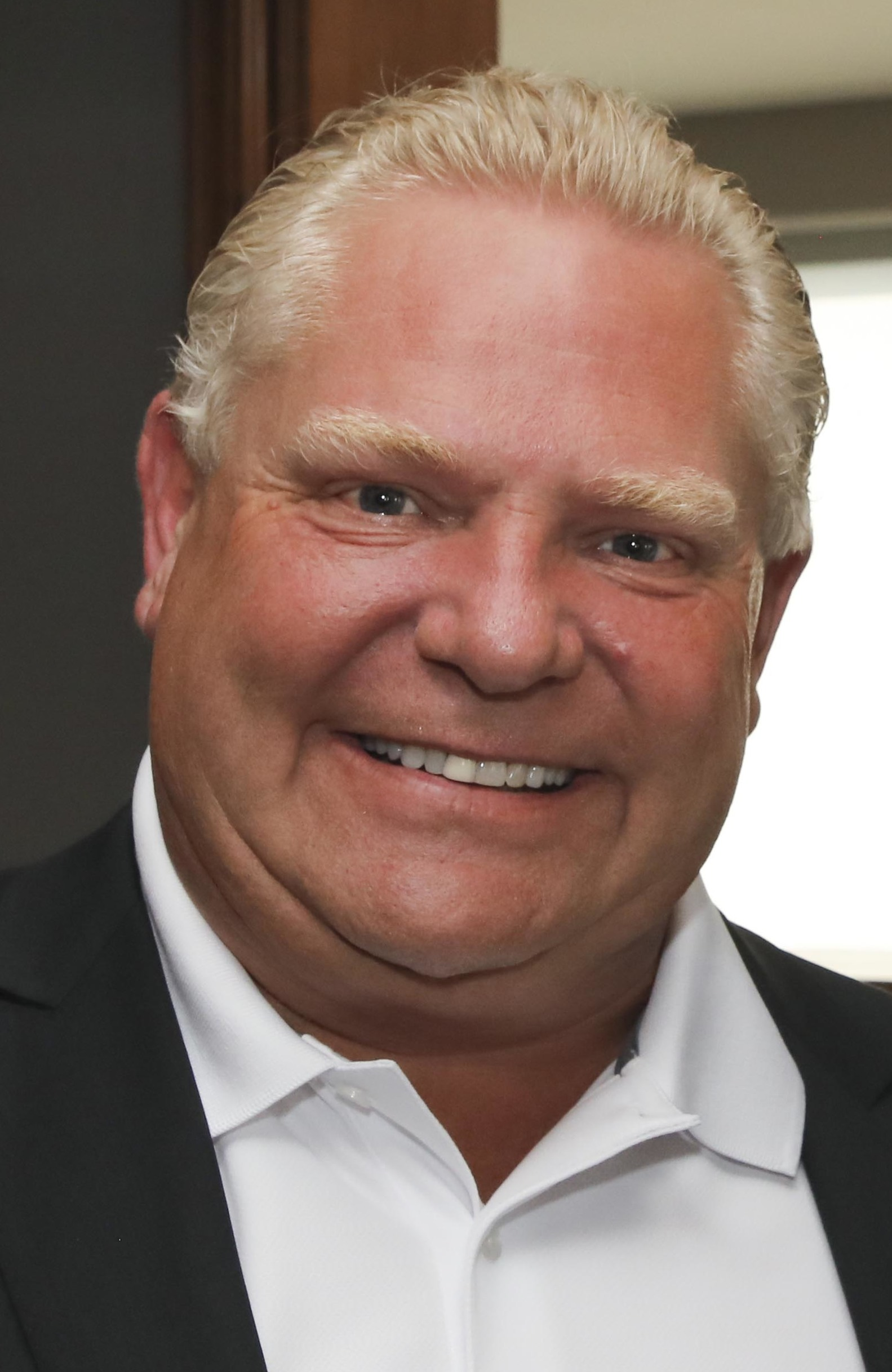
Doug Ford est premier ministre, chef du gouvernement de l'Ontario.

Le pouvoir exécutif est dévolu à la Couronne et exercé « en conseil », c'est-à-dire sur l'avis du Conseil exécutif ; conventionnellement, il s'agit du Cabinet, présidé par le premier ministre et composé de ministres de la Couronne. Le terme gouvernement de l'Ontario, ou plus formellement, le gouvernement de Sa Majesté, fait référence aux activités du lieutenant-gouverneur en conseil. Le fonctionnement et les activités quotidiennes du gouvernement de l'Ontario sont exécutés par les ministères et organismes provinciaux, dotés d'un personnel de fonction publique non partisan et dirigés par le gouvernement élu.

### Premier ministre
Le premier ministre de l'Ontario est le premier ministre de la Couronne. Le premier ministre agit à titre de chef du gouvernement de la province, préside et sélectionne les membres du Cabinet, et conseille la Couronne sur l'exercice du pouvoir exécutif et une grande partie de la prérogative royale. Comme les premiers ministres occupent leurs fonctions en vertu de leur capacité à gagner la confiance de l'Assemblée législative élue, ils siègent généralement en tant que député provincial et dirigent le plus grand parti ou une coalition à l'Assemblée. Une fois assermenté, le premier ministre occupe ses fonctions jusqu'à sa démission ou sa destitution par le lieutenant-gouverneur après une motion de censure ou une défaite aux élections générales.
Au Canada, les cabinets ou conseils des ministres des gouvernements provinciaux et territoriaux sont connus sous le nom de conseils exécutifs (en anglais : Executive Council).
Le premier ministre de l'Ontario est Doug Ford du Parti progressiste-conservateur depuis les élections de 2018 ; le 26e depuis la Confédération.

### Ministères

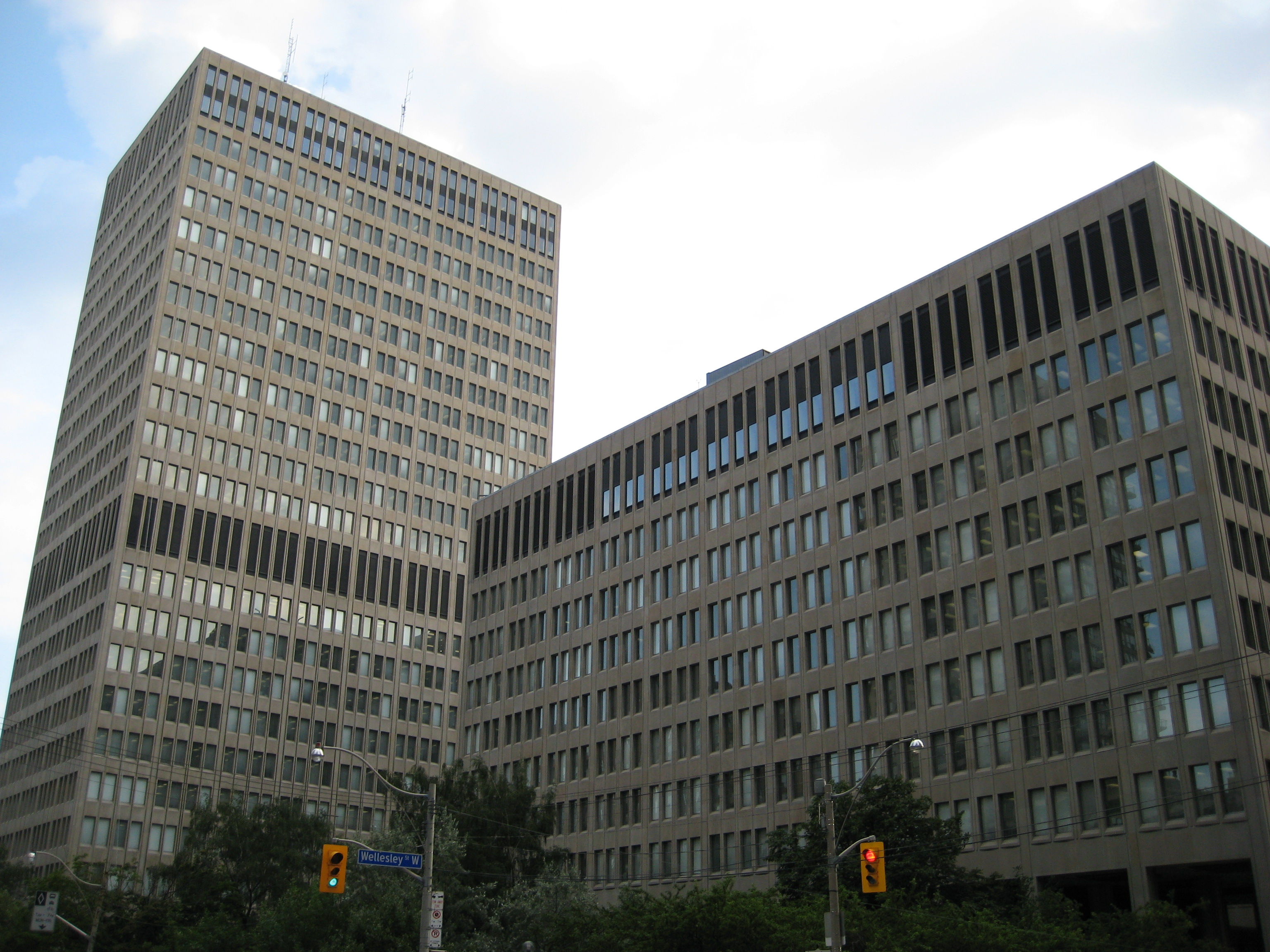
Les édifices du gouvernement de l'Ontario, au centre-ville de Toronto, abritent les sièges sociaux de plusieurs ministères provinciaux.

Il est de la prérogative du premier ministre de créer ou supprimer des ministères en fonction des orientations politiques qu'il désire emprunter. Il est fréquent qu'un premier ministre nouvellement élu procède à la réorganisation de certains ministères ou en renomme certains.
- Ministère de l'Agriculture, de l'Alimentation et des Affaires rurales
- Ministère du Procureur général
- Ministère de l'Enfance et des Services sociaux et communautaires
- Ministère des Collèges et Universités
- Ministère du Développement économique, de la Création d'emplois et du Commerce
- Ministère de l'Éducation
- Ministère de l'Énergie, du Développement du Nord et des Mines
- Ministère de l'Environnement, de la Conservation et des Parcs
- Ministère des Finances
- Ministère des Affaires francophones
- Ministère des Services au public et aux entreprises
- Ministère de la Santé
- Ministère des Industries du Patrimoine, des Sports, du Tourisme et de la Culture
- Ministère des Affaires autochtones
- Ministère des Infrastructures
- Ministère des Affaires intergouvernementales
- Ministère du Travail, de la Formation et du Développement des compétences
- Ministère des Soins de longue durée
- Ministère des Affaires municipales et du Logement
- Ministère des Richesses naturelles et des Forêts
- Ministère des Aînés et de l'Accessibilité
- Ministère du Solliciteur général
- Ministère des Transports
- Secrétariat du Conseil du Trésor

## Pouvoir législatif

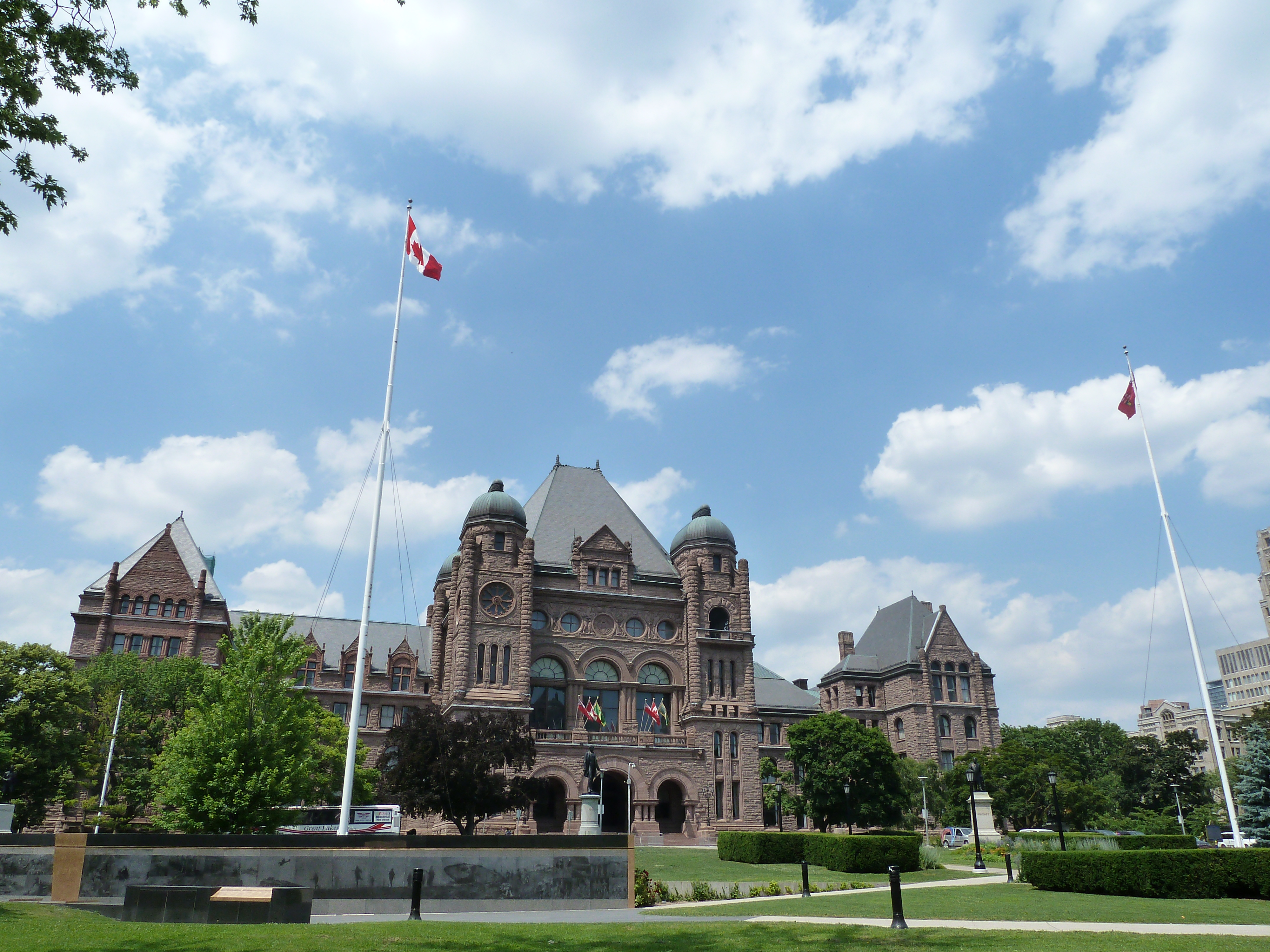
Les édifices législatifs de l'Ontario, siège du parlement provincial.

L'Assemblée législative monocamérale de 124 membres de l'Ontario (en anglais : Legislative Assembly of Ontario) et la Couronne au Parlement (représentée par le lieutenant-gouverneur) forment le parlement provincial de l'Ontario.
Le pouvoir gouvernemental étant dévolu à la Couronne, le rôle du lieutenant-gouverneur est d'accorder la sanction royale au nom du monarque aux lois adoptées par l'Assemblée législative. La Couronne ne participe pas au processus législatif, sauf pour signifier son approbation à un projet de loi adopté par l'Assemblée.

### Adhésion
Les titulaires de charges, connus sous le nom de membres du parlement provincial (MPP), sont élus selon le système uninominal majoritaire à un tour.

### Gouvernement
La législature joue un rôle dans l'élection des gouvernements, car le premier ministre et le cabinet exercent leurs fonctions en vertu de la confiance qui leur est accordée. Selon les principes du gouvernement responsable, les ministres du cabinet sont presque toujours des élus députés provinciaux et rendent compte à l'Assemblée législative.

### Opposition
Le deuxième plus grand parti du caucus parlementaire est connu sous le nom d'opposition officielle, qui nomme généralement un cabinet fantôme constitué de députés agissant comme porte-paroles d'un ministère et examinant le travail du gouvernement.
L'opposition officielle est officiellement appelée l'« Opposition loyale de Sa Majesté », pour signifier que, bien qu'elle puisse s'opposer aux politiques du premier ministre et du Cabinet du jour, elle demeure loyale au Canada, qui est personnifié et représenté par le Roi.

## Pouvoir judiciaire
| Cour                                                                                   | Type                                                          | Méthode de composition                                                                                          | Remarques |
| -------------------------------------------------------------------------------------- | ------------------------------------------------------------- | --- | --- |
| Cour d'appel de l'Ontario                                                              | Cour d'appel                                                  | Juges nommés au niveau fédéral                                                                                  | Appels à la Cour suprême du Canada |
| Cour de l'Ontario Cour supérieure de justice de l'Ontario Cour de justice de l'Ontario | Tribunal de première instance Cour supérieure Cour d'archives | Juges nommés au niveau fédéral (Cour supérieure de justice) Juges nommés au niveau provincial (Cour de justice) | La Cour de l'Ontario comprend la Cour supérieure de justice et la Cour de justice |
| Offices, commissions et tribunaux provinciaux                                          | Tribunal                                                      | Juges nommés au niveau provincial                                                                               | Par exemple : Tribunal des droits de la personne de l'Ontario ou Tribunaux de justice sociale Ontario (TJSO), qui comprend huit organismes, dont la Commission de la location immobilière, la Commission de révision des services à l'enfance et à la famille et d'autres |